# Transtorno de personalidade haltlose
Transtorno de personalidade haltlose é um transtorno de personalidade apenas do CID-10, em que os indivíduos afetados são egoístas, irresponsáveis e hedonistas. "Haltlos" é uma palavra alemã que neste contexto, refere-se a uma pessoa à deriva, sem um objetivo, sem rumo, com um estilo de vida irresponsável.
Os indivíduos afetados têm muitas semelhanças com o transtorno de personalidade dissocial, ou no DSM, transtorno de personalidade antissocial. As características desta personalidade são: 
- tem muitos projetos, mas nenhum dura a longo prazo
- não tem nenhuma consciência ou concentração
- não sente remorso ou não aprende com as experiências do dia a dia

Eles normalmente são mais otimistas, têm charme e são facilmente persuadidos, características em comum com o transtorno de personalidade histriônica.
Muitos haltlose são alcoólatras e associados a características antissocias.